# Prince Oduro
Prince Oduro (Toronto, 27 ottobre 1998) è un cestista canadese.

## Carriera

### Nazionale
Nel 2017 ha vinto, con la nazionale Under-19 canadese, il Mondiale di categoria, disputato in Egitto.